# فيلي كلارك (لاعب كرة قدم)
فيلي كلارك (بالإنجليزية: Willie Clark)‏ (27 سبتمبر 1918 في المملكة المتحدة - 28 ديسمبر 2008 في المملكة المتحدة) هو لاعب كرة قدم بريطاني (وحمل سابقاً جنسية المملكة المتحدة لبريطانيا العظمى وأيرلندا) في مركز الظهير. لعب مع سانت جونستون ونادي هيبرنيان.